# Joan Barceló i Bauçà
Joan Barceló Bauçà (Porreres, 1954) és un periodista, editor i excursionista mallorquí. Des del 1994 fins al 2007 va exercir d'home del temps i ha estat presentador i guionista del programa "Camina, caminaràs...” d'excursions per les Illes Balears a TVE. Des del 1994 edita l'almanac Calendari Porrerenc on publica materials sobre pronòstics, refranys i cultura popular. Escriu habitualment al Diari de Balears i Última Hora.
El 2001 va rebre un dels Premis 31 de desembre. El 2001 també rebé el premi Camp 2001 de la Conselleria d'Agricultura, el Populars 2003 i el 2006 el premi Medi Ambient del Consell de Mallorca per la seva tasca a RNE. Ha presentat el programa "El Cercador" a IB3 Televisió i el programa de ràdio "Piscolabis Trementina" a Ona Mallorca.